# جيمس ماكفيرسن
جيمس ماكفيرسن (James Macpherson) (وُلِد في 27 أكتوبر 1736 وتوفي في 17 فبراير 1796) هو كاتب اسكتلندي وشاعر وأديب ورجل سياسة، عُرِفَ بأنه «مترجم» لمجموعة أشعار ؤسين (Ossian).

## فترة الطفولة
وُلِدَ ماكفيرسن في مرتفعات، روثفين (Ruthven) في أبرشية كينجوسي (Kingussie)، بادينوك (Badenoch)، مقاطعة أنفرنس شاير (Inverness-shire).
والتحق بكلية الملك في أبردين (King's College, Aberdeen) في عام 1753، ثم انتقل بعد عامين إلى كلية مارشال (Marischal College) (وأصبحت المؤسستان فيما بعد جامعة أبردين) (University of Aberdeen). ثم ذهب إلى إدنبرج وقضى عامًا هناك، إلا أنه من غير المعروف ما إن كان درس في الجامعة أم لا. ويُقال أنه كتب ما يزيد عن أربعة آلاف بيت شعري عندما كان طالبًا ونُشِرَ بعض منها فيما بعد، ومن أشهر ما ألف من تلك المجموعة كان: رجل مرتفعات اسكتلندا (The Highlander) عام (1758)، والتي حاول كبح جماحه عنها فيما بعد كما يُشاع.

## جمع الشعر الإسكتلندي الغيلي
عاد جيمس بعد إنهاء دراسته في الكلية إلى روثفين ليُدرس في مدرسة هناك. وقابل جيمس جون هوم (John Home) مؤلف دوجلاس (Douglas) في بلدة موفات (Moffat) وهناك ألقى عليه بعضًا من الشعر الغيلي من ذاكرته. كما عرض على جون هوم مخطوطات من الشعر الغيلي والتي من المفترض أنه تم جمعها من مرتفعات اسكتلندا (Scottish Highlands) والجُزر الغربية (Western Isles). وشجعه جون هوم وغيره على إنتاج عدد من القطع المُترجمة من اللغة الغيلية الاسكتلندية والتي كان يتحدثها حسب ما يُقال عنه، وأُغريَ جيمس بنشرها في أدنبرج عام 1760 كمقتطفات من الشعر القديم الذي تم جمعه في مرتفعات اسكتلندا.
ولما كان البروفسور هوغ بلير (Hugh Blair) يؤمن إيمانًا راسخًا بأصالة القصائد، وقّعَ على موافقة للسماح لماكفيرسن باستكمال أبحاثه المتعلقة بالغيلية.
وشرع جيمس بزيارة الإنفرنس شاير الغربية في الخريف وكذلك سكاي وأوست الشمالية (North Uist) وأوست الجنوبية (South Uist) وبنبيكيولا (Benbecula). وحصل جيمس على مخطوطات ترجمها بمساعدة الكابتن «موريسون» والمحترم «جالى». وبعدها قام ببعثة إلى جزيرة مول (Isle of Mull) وهناك حصل على المزيد من المخطوطات.

## أوسين
أعلن جيمس عام 1761 عن اكتشافه لملحمة عن الفينجال (Fingal) (وهو أمر يتعلق بالـشخصية الأسطورية الأيرلندية فيون ماك كومهيل/فين ماكوول) Fionn mac Cumhaill/Finn McCool) كتبها أوسين مرتكزة على ابن فيون أويسن (Oisín)، ونشر في ديسمبر فينجال، قصيدة ملحمية قديمة في ستة كتب مع عدة قصائد أخرى ألفها أوسين بن فينجال، مترجمة من اللغة الغيلية مكتوبة في نثر موزون موسيقيًا والذي استخدمه قبلا في مجلده الأول. ونشر بعدها في تيمورا (Temora) ونسخة مجمعة، ثم أعمال أوسين في عام 1765. ويعني الاسم «فينجال» أو فيونغال (Fionnghall) «الغريب الأبيض». ويُقال إن الاسم أُحيل إلى «فينجال» عن طريق اشتقاقه من الاسم «فين» (Finn) الذي كان يُستخدم في اللغة الغيلية القديمة 
ولكن سريعًا ما طعن الأيرلنديون المؤرخون على صحة هذه التي يسميها جيمس بالـترجمة لأعمال شاعر من القرن الثالث، ولاسيما تشارلز أو كونور، (Charles O'Conor) الذي لاحظ وجود أخطاء فنية في تسلسل الأحداث وفي كيفية تشكيل الأسماء الغيلية، كما قام المؤرخ بالتعليق على كثير من ادعاءات ماكفيرسن غير القابلة للتصديق، وهو الأمر الذي لم يستطع ماكفيرسن تفنيده. ولحق بهذه الطعون شجب أكثر قسوة قام به البروفسور صامويل جونسون (Samuel Johnson) الذي أكد أن ماكفيرسن عثر على مقتطفات قصائد وقصص وأعاد حبكها ونظمها لإنتاج قصة رومانسية من تأليفه وكان ذلك في (رحلة إلى الجزر الغربية من اسكتلندا (A Journey to the Western Islands of Scotland) عام 1775). كما ظهرت الطعون والدفوع حتى القرن التاسع عشر، الفترة التي أصبح فيها الأمر أمرًا جدليًا. ولم يُقدم ماكفيرسن أبدًا النصوص الأصلية التي ادعى وجودها سالفًا. [بحاجة لمصدر]

## أعمال لاحقة
عَمِل ماكفيرسن كسكرتير لحاكم الولايات المُستعمرة جورج جونستون (George Johnstone) في بينساكولا، فلوريدا. وعاد إلى بريطانيا العظمى بعد عامين، وتم السماح لماكفيرسن بصرف راتبه كمعاش للتقاعد، بالرغم من الشجار الذي حدث بينه وبين جونستون.
وواصل ماكفيرسن كتابة أعمال تاريخية عديدة، وكان أهمها وثائق أصلية، في التاريخ السري لبريطانيا العظمى منذ إعادة الملكية وحتى دخول بيت الهانوفر، والتي أضاف لها كمقدمة مقتطفات من حياة جيمس الثاني، كما كتبها بنفسه وكان ذلك عام (1775). واستحق ماكفيرسن راتبًا نظير دفاعه عن السياسة التي تتبعها حكومة اللورد نورث (Lord North)، كما تولى منصب عميل لندن في ناواب اوف اركوت«منطقة أركوت في جنوب الهند» وهو منصب يُدر دخلًا جيدًا. كما دخل البرلمان في عام 1780 بصفته عضوًا في البرلمان عن كاميلفورد (Camelford) (دائرة انتخابية في برلمان كاميلفورد) واستمر هكذا حتى بقية حياته.

## الوفاة
اشترى ماكفيرسن في سنواته الأخيرة عقارًا في مسقط رأسه إنفرنسشاير وسماه «بيلفيل»، ومات هناك عن عمر يناهز التاسعة والخمسين.
ونُقِلت رُفاته من اسكتلندا وتم دفنه في دير وستمنستر. [بحاجة لمصدر]
وفي أواخر القرن الثامن عشر وأثناء استرداد المملكة لأراضيها، علَّق عضو برلمان الهايلاند «في اسكتلندا» «تشارلز فريزر ماكينتوش» والدارس للكتب النادرة في سلسلته الثانية من «ملاحظات أثرية» (إنفرنس 1897، ص 369، الأراضي التي تملكها المملكة) كما يلي: إن السيد جيمس ماكفيرسن الذي حاز على سمعة أوسينية، وحصل على تلك الفوينسية والإترية أيضًا وكذلك الإنفرنهافنية، بدأ ذلك العمل الرديء واستغرق فيه ما لا يترك مساحة للاحقيه من عمل كعمله.......فكل مكان ذهب إليه جيمس ماكفيرسن أزال الإبهام عنه، كما كان مهووسًا بتغيير وطمس الأسماء القديمة......{كما فعل في}...... «رايتس» التي سمّاها «بيلفيل». وفيما يخص هذا الأمر فقد لوحظ أن ماك أوسين أعلن عن انزعاجه حيال تغيير أيٍ من الورثة لأي اسم غير «ماكفيرسن من بيلفيل» ولذا فقد قام بوقف أملاكه ودعا أربعة من أولاده غير الشرعيين -من بين العديد منهم- ليرثوه. كما أكد فريزر ماكينتوش على شراء ماكفيرسن لحق دفنه في دير ويستمنستر.

## الإرث
وبعد وفاة ماكفيرسن، انتهى مالكولم لاينج في ملحق كتابه تاريخ اسكتلندا عام 1800 إلى أن تلك القصائد الأوسينية أصُلها جميعا معاصر وإن كل ما استند إليه ماكفيرسن من وثائق لم يكن موجودا معه على الإطلاق.
وعلى الرغم من كل ما سبق يقول بعض النقاد أن ماكفيرسن أنتج عملاً فنيًا يُقدِر فيه الجمال الطبيعي وأن نزعه للحزن والرقة في معالجة الأسطورة القديمة لم يقم بها أحد كما قام هو بها، الأمر الذي ساعد في قيام الحركة الرومانسية في الشعر الأوروبي ولاسيما في الأدب الألماني. وسرعان ما تُرجم عمله إلى العديد من اللغات الأوروبية، وكان هيردر وجوته (في بداياته) من أشد معجبيه. وأدمج جوته ترجمته لجزء من العمل في روايته أحزان ويرزر الصغير (The Sorrows of Young Werther). وكانت الترجمة الإيطالية للعمل على يد ميلشوار سيزاروتي (Melchiore Cesarotti) هي العمل الأدبي المفضل لدى نابليون.
وكانت وصية ماكفيرسن تشير بشكل غير مباشر إلى إطلاق اسم كهف فينجال على جزيرة ستافا (Staffa). والاسم الغيلي الأصلي هو "An Uamh Bhin" («الكهف الشجي»)، الذي أعاد تسميته السير جوزيف بانكس (Joseph Banks) في 1772 ذروة شعبية ماكفيرسن.
وتردد ذكر ماكفيرسن كثيرا مع توماس تشاترون (Thomas Chatterton) أحد زائفي تلك الفترة في رواية الحب والجنون (Love and Madness) عام 1780 لهيربرت كروفت.

## كتابات أخرى
- Gaskill, Howard; Macpherson, James (1996). The poems of Ossian and Related Works. Edinburgh: Edinburgh University Press. ص. 573. ISBN:0-7486-0707-2.{{استشهاد بكتاب}}:  صيانة الاستشهاد: أسماء متعددة: قائمة المؤلفين (link)
- Gaskill, Howard (2002). The Reception of Ossian in Europe. Continuum International Publishing Group - Athlone. ص. 400. ISBN:0-485-80504-9.
- Stafford, Fiona J. (1988). The Sublime Savage: A Study of James Macpherson and The poems of Ossian. Edinburgh: Edinburgh University Press. ص. 200. ISBN:0-85224-609-9.
- Gaskill, Howard (1991). Ossian Revisited. Edinburgh: Edinburgh University Press. ص. 256. ISBN:0-7486-0247-X.

## وصلات خارجية
- جيمس ماكفيرسن على موقع الموسوعة البريطانية (الإنجليزية)
- جيمس ماكفيرسن على موقع ميوزك برينز (الإنجليزية)
- جيمس ماكفيرسن على موقع ميوزك برينز (الإنجليزية)
- جيمس ماكفيرسن على موقع إن إن دي بي (الإنجليزية)

- Literary Encyclopedia: Ossian
- Significant Scots
- Popular Tales of the West Highlands by J. F. Campbell Volume IV (1890)
- The Poetical Works of Ossian at the Ex-Classics Web Site
- مؤلفات James Macpherson في مشروع غوتنبرغ

تحوي هذه المقالة معلومات مترجمة من الطبعة الحادية عشرة لدائرة المعارف البريطانية لسنة 1911 وهي الآن ضمن الملكية العامة.